# Манибайський рудник
Манибайський рудник – гірничодобувне підприємство, які провадило розробку Манибайського уран-молібденового родовища (Акмолинська область Казахстану).
Розробку родовища Манибай, яке виявили у 1959 році, здійснювало Рудоуправління №2 Цілинного гірничо-хімічного комбінату. В 1962-му тут почали спорудження рудника №2, який досягнув проектної потужності в 1970 році. Видобуток вели за допомогою Манибайського кар’єру (є відомості, що він отримав №4) та шахти №2. Є відомості, що глибина кар’єру становила біля 300 метрів, а підземні виробітки були ще на 180 метрів глибше. За іншими даними, глибина шахти досягала 700 метрів.
У 1967-му також був додатково запущений рудник №7, який здійснював розробку ділянки Аксу Аксу-Манибайського рудного поля. Втім, він припинив роботу вже у 1977-му. При цьому можливо відзначити, що і до появи рудника №7, і після його закриття провадив роботу золоторудний рудник Аксу.
У другій половині 1980-х на тлі згортання виробництва нової ядерної зброї потреба в урані зменшилась і в 1989-му рудоуправління №2 припинило видобуток.
Продукція рудоуправління відправлялась на розташований неподалік гірничометалургійний завод Цілинного ГХК, при цьому окрім урану з руди також вилучали молібден.